# باتريك هوجان
باتريك هوجان (بالإنجليزية: Patrick Hogan (Ceann Comhairle))‏ (و. 1886 – 1969 م) هو سياسي من جمهورية أيرلندا ولد في مقاطعة كلير.